# Valvola tricuspide
La valvola tricuspide (detta anche valvola tricuspidale) è una valvola di forma ovale (diametro di 40 mm) che unisce l'atrio destro al ventricolo destro.
Vengono riconosciute: una faccia assiale o atriale, che guarda verso l'asse dell'orifizio atrioventricolare; una faccia parietale o ventricolare, su cui si inseriscono le corde tendinee; un margine aderente, che corrisponde al contorno dell'orifizio; un margine libero molto sottile, che fluttua liberamente nella cavità ventricolare. Deve il suo nome alle tre lamine da cui è composta, che sono dette cuspidi. Le tre cuspidi si distinguono per la loro posizione in anteriore, posteriore e mediale:
- la cuspide anteriore è la più estesa e ha la forma di un quadrilatero irregolare; si inserisce nell'anello tendineo nel tratto che corrisponde al cono arterioso;[2]
- la cuspide posteriore, meno ampia dell'anteriore, raggiunge la parete del setto; questa cuspide spesso è suddivisa in più lembi;[3]
- la cuspide media o cuspide del setto, si inserisce nella porzione mediale dell'anello fibroso; la sua inserzione è più bassa rispetto al piano valvolare, è poco sviluppata e i suoi movimenti sono limitati rispetto alle altre.[3]

Il focolaio di ascoltazione della tricuspide è situato nel IV spazio intercostale margino-sternale destro e sinistro.

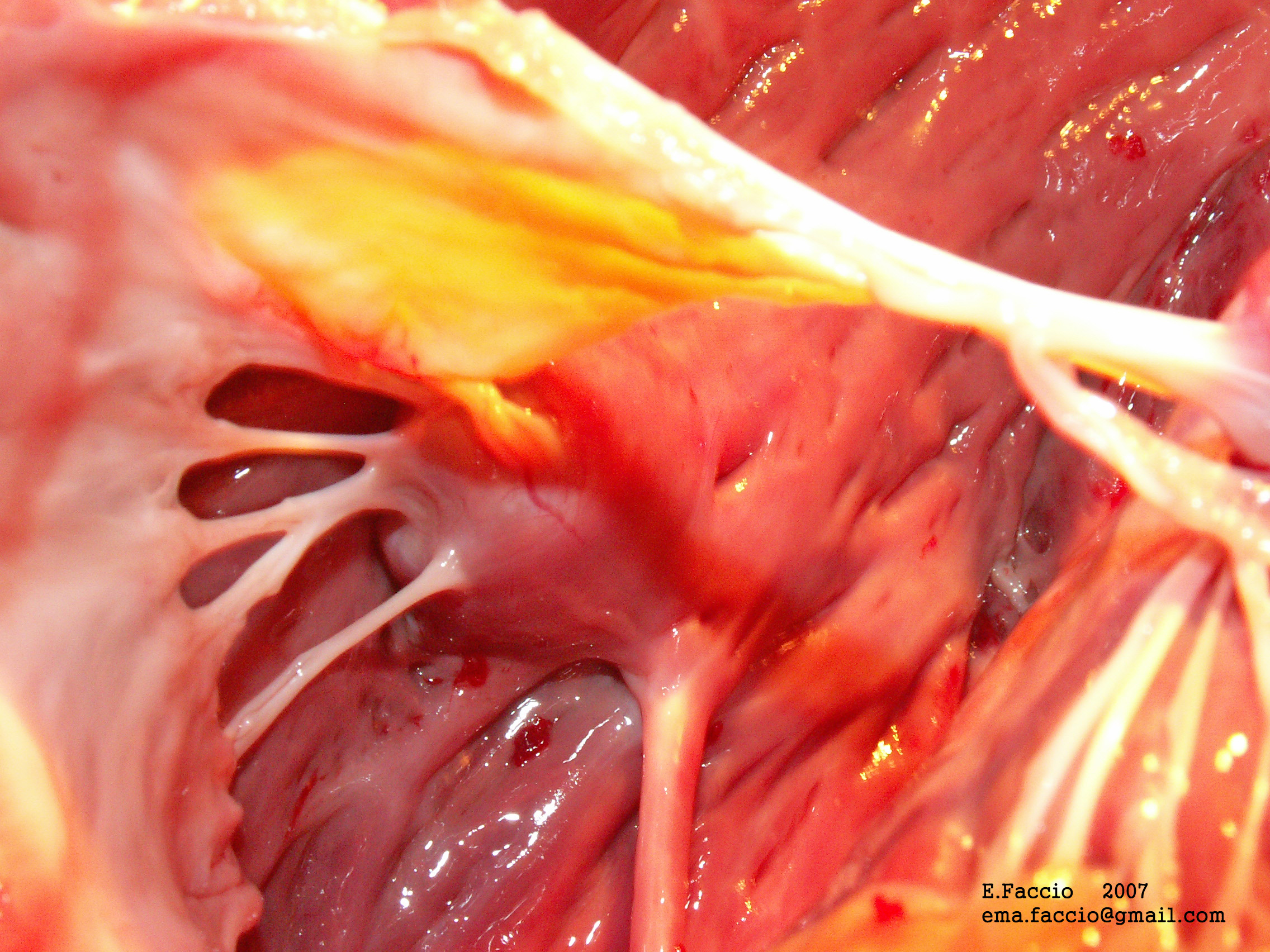
Muscolo papillare